# Phelister petro
Phelister petro är en skalbaggsart som beskrevs av Heinrich Bickhardt 1917. Phelister petro ingår i släktet Phelister och familjen stumpbaggar. Inga underarter finns listade i Catalogue of Life.